# Edin Bahtic
Edin Bahtic (* 14. Juli 1996 in Bruck an der Mur) ist ein österreichischer Fußballspieler.

## Karriere
Bahtic begann seine Karriere in der Jugend des Kapfenberger SV. 2013 spielte er erstmals für die Regionalligamannschaft und sein Profidebüt gab er am 12. Spieltag der Saison 2013/14 gegen den SCR Altach. Im Sommer 2017 verließ er Kapfenberg und war anschließend ein Jahr vereinslos.
Im Juli 2018 ging er nach Deutschland zum sechstklassigen FC Mecklenburg Schwerin, bei dem er einen bis Juni 2020 laufenden Vertrag erhielt. Für Schwerin absolvierte er 13 Spiele in der Verbandsliga. Nach einem halben Jahr in Deutschland wechselte er im Februar 2019 nach Bulgarien zum Erstligisten Lokomotive Plowdiw, wo er einen bis Juni 2022 laufenden Vertrag erhielt. Nach 23 Einsätzen für Lok Plowdiw in der A Grupa wechselte er im Februar 2020 zum Ligakonkurrenten Zarsko Selo Sofia.
Für Zarsko Selo kam er zu einem Einsatz, ehe er zur Saison 2020/21 nach Österreich zurückkehrte und sich dem viertklassigen DSV Leoben anschloss. Dort spielte er für ein Jahr und unterschrieb dann einen Vertrag beim luxemburgischen Erstligisten Union Titus Petingen. Doch ohne dort ein Spiel absolviert zu haben verließ er den Verein in der Winterpause wieder und Anfang März 2022 gab dann der Schweizer Fünftligist FC United Zürich die Verpflichtung des Spielers bekannt.
Nach einem halben Jahr folgte der Wechsel zum Amateurverein FC Walenstadt und im Sommer 2023 kehrte Bahtic in seine Heimat Österreich zurück und wechselte zum fünftklassigen FC Judenburg. Im Jänner 2024 schloss er sich dem Ligakonkurrenten FC Obdach an, zur Saison 2024/25 zog er zum achtklassigen SV Oberaich weiter.

## Erfolge
- Bulgarischer Pokalsieger: 2020